# NHK智頭ラジオ中継放送所
NHK智頭ラジオ中継放送所（エヌエイチケイちずラジオちゅうけいほうそうじょ）は、鳥取県八頭郡智頭町に置かれているNHK鳥取放送局ラジオ第1放送の中継局。

## 概要
- 当ラジオ中継放送所は、八頭郡智頭町大字智頭字ダン山2595番地1号に置かれ、智頭町とその周辺地域へ電波を発射している。
- なお、ラジオ第2放送については千代水ラジオ放送所などを、BSS山陰放送ラジオについては鳥取中継局などをそれぞれ受信することになる。

## 送信施設概要
| 周波数 （kHz） | 放送局名    | 空中線電力 | 放送対象地域 | 放送区域内世帯数 | 開局日     |
| 1323           | NHK 鳥取第1 | 100W       | 鳥取県       | 約1万7000世帯    | 1985年12月 |